# Walking on a Line
Singles de Pony Pony Run Run
Hey You
Pistes de You Need Pony Pony Run Run
Out Of Control Hey You
Walking on a Line est le second single issu de l'album You Need Pony Pony Run Run, du groupe nantais Pony Pony Run Run.
Il a été envoyé aux radios le 19 octobre 2009. Un clip réalisé par Romain Chassaing et produit par Premiere Heure / SoLab a été tourné. Avec comme acteurs Clémentine Poidatz & Arthur Delaire.